# Esaù respinto da Isacco
Esaù respinto da Isacco è un affresco (300x300 cm) attribuito al Maestro di Isacco (forse il giovane Giotto?), databile al 1291-1295 circa e situato nella fascia superiore della parete destra della Basilica superiore di Assisi.

## Storia
Le due storie che danno il nome al cosiddetto Maestro di Isacco (Benedizione di Isacco a Giacobbe ed Esaù respinto da Isacco) sono state oggetto di un intenso dibattito tra gli studiosi, nel tentativo di dare un nome all'artista innovativo che, distaccandosi dai modi di Cimabue, andava sviluppando una maggiore volumetria dei soggetti e tridimensionalità della rappresentazione.
Alcuni, confrontando le scene con quelle vicine di Jacopo Torriti e con i mosaici di Santa Maria in Trastevere di Pietro Cavallini, hanno ipotizzato che potesse trattarsi di un maestro romano, altri, in maggioranza, hanno pensato a un toscano, magari il giovane Giotto (da Thode in poi, 1885). I dubbi sulla paternità giottesca delle sottostanti Storie di san Francesco hanno complicato anche l'identificazione del Maestro di Isacco, arrivando ad ipotizzare che sotto tale figura si celi un maestro leggermente più anziano di Giotto (Federico Zeri e Bruno Zanardi, 2002), a capo di una bottega ampia, responsabile di diverse scene del registro superiore della basilica, tra cui anche la volta dei Dottori della Chiesa. Ipotesi più isolate hanno tirato in ballo anche Arnolfo di Cambio, nell'inedita veste di pittore.

## Descrizione e stile
La scena, nella terza campata, è ambientata nella stanza dell'affresco precedente, scrupolosamente riproposta, senza però la scatola architettonica. Isacco è ancora disteso nel letto tra le cortine rosse e a lui si avvicina Esaù porgendogli del cibo con una scodella e un cucchiaio, ma egli distende la mano nel gesto di rifiuto, poiché l'ha già ottenuto da Giacobbe camuffato da Esaù (Genesi, 27). Quest'ultimo si era messo della pelle di capretto al collo e alle mani per simulare la villosità del fratello più grande, qui rappresentata come ciuffetti che sporgono dalla veste. La donna alla destra di Esaù è probabilmente Rebecca, mentre l'altra figura col manto azzurro è in parte perduta, forse una serva che sta per uscire dopo aver chiuso i tendaggi, che nella scena precedente erano scostati.
Appare comunque evidente la volontà di rappresentare uno spazio convincente e realistico, soprattutto nella descrizione della stanza e dei suoi occupanti, segnando decisamente un punto di partenza per le future esplorazioni in senso tridimensionale di Giotto.
Il letto del patriarca crea un palcoscenico (rappresentato in una sorta di assonometria), ed è isolato da ampi drappi di tende rosse con decorazioni dorate, sostenute da due sottili stanghe appese in alto. Il diverso disporsi dei drappi appesi sottolinea due piani distinti in profondità. I personaggi hanno fisionomie classicheggianti, di ispirazione romana, con atteggiamenti assorti e un chiaroscuro incisivo, e indossano abiti dai panneggi taglienti. La figura di Isacco è particolarmente monumentale, illuminata con incisività da sinistra.